# Dragomir Bečanović
Dragomir Bečanović –en serbio, Драгомир Бечановић– (Nikšić, Jugoslavia, 10 de febrero de 1965) es un deportista yugoslavo que compitió en judo. Ganó una medalla de oro en el Campeonato Mundial de Judo de 1989, y una medalla de plata en el Campeonato Europeo de Judo de 1987.
Participó en los Juegos Olímpicos de Seúl 1988, donde finalizó noveno en la categoría de –65 kg.

## Palmarés internacional
| Campeonato Mundial | Campeonato Mundial    | Campeonato Mundial | Campeonato Mundial |
| Año                | Lugar                 | Medalla            | Categoría          |
| ------------------ | --------------------- | ------------------ | ------------------ |
| 1989               | Belgrado (Yugoslavia) | Medalla de oro     | –65 kg             |
| Campeonato Europeo |                       |                    |                    |
| Año                | Lugar                 | Medalla            | Categoría          |
| 1987               | París (Francia)       | Medalla de plata   | –65 kg             |